# Ivo Trumbić
Ivo Trumbić (Split, 2 de abril de 1935-Zagreb, 12 de marzo de 2021) fue un jugador internacional y entrenador de waterpolo yugoslavo.

## Biografía
Ivo Trumbic, nacido en Split, ha sido una de las personalidades más respetadas del waterpolo durante 3 décadas, en 1960 como jugador y 1970-80 como entrenador. Trumbic jugó en el Mladost (Zagreb), ganando varios títulos nacionales e internacionalescomo la copa de Europa de 1968, 1969 y 1970. Con la selección yugoslava de waterpolo en sus 140 veces internacional gana la medalla de plata de Tokio 1964 y la de oro de México 1968. 
Empezó su extraordinaria carrera como entrenador en Grecia ganando con el Olympiacos Piraeus el título nacional de 1971. En 1973 se traslada a Holanda para entrenar al equipo nacional en el Europeo de Viena 1974 (Cuarto puesto), Campeonato del mundo de Cali 1975 (7.º puesto), Montreal 1976 (Bronce), Europeo de Jonkoping 1977 (5.º puesto), Campeonato del mundo de Berlín 1988 (13.º puesto) y Moscú 1980 (6º puesto). En 1982 pasa a entrenar el equipo nacional de Yugoslavia en los campeonatos del mundo de Ecuador y después vuelve a Grecia para entrenar al histórico club Nautical Club of Patras. En 1985 entrena al equipo nacional de Grecia en Sofía 1985 en el Campeonato europeo y en 1986 ficha por el club italiano Pescara con el que gana en 1988 la copa de Europa de clubes. 
Durante su espectacular carrera escribió varios libros de waterpolo y produjo vídeos que ayudaron a difundir el mundo del waterpolo.

## Clubes
- HAVK Mladost ( Yugoslavia)
- Olympiacos Piraeus  ( Grecia)
- NO Patras  ( Grecia)
- Pallanuoto Pescara  ( Italia)

## Palmarés
Como jugador de club
- 3 Copas de Europa (1968, 1969 y 1970)

Como jugador en su selección
- Oro en los juegos olímpicos de México 1968
- Plata en los juegos olímpicos de Tokio 1964

Como entrenador de waterpolo
- Campeón de la liga de Grecia 1971
- 4.º Bronce en el campeonato de Europa de Viena 1974
- 7.º Bronce en el campeonato del mundo de Cali 1975
- Bronce en los juegos olímpicos de Montreal 1976
- 5.º Bronce en el campeonato de Europa de Jonkoping 1977
- 13.º Bronce en el campeonato del mundo de Berlín 1988
- 6.º en los juegos olímpicos de Moscú 1980
- Campeón de la copa de Europa (1988)